# Уиммер, Курт
Курт Уиммер (англ. Kurt Wimmer; род. 9 марта 1964, Гонолулу) — американский кинорежиссёр и сценарист.

## Биография
Окончил Южно-Флоридский университет получив степень бакалавра изящных искусств по истории искусства. После он переезжает в Лос-Анджелес, где работает на протяжении 12 лет как сценарист, а после создаёт свой первый фильм в качестве режиссёра — Эквилибриум (2002). Ещё раньше, в 1995 он начинал снимать фильм One Tough Bastard, но не закончил. В 2006 году он написал сценарий к фильму Ультрафиолет.

## Работы
Сценарист:
- Двойные неприятности (1992) (Double Trouble)
- Сосед (1993) (Neighbor, The)
- Страх (1994) (Relative Fear)
- Волки (1995)
- Сфера (1998) (Sphere)
- Афера Томаса Крауна (1999) (Thomas Crown Affair, The) (адаптация сценария)
- Эквилибриум (2002) (Equilibrium) (сценарист/режиссёр)
- Рекрут (2003) (Recruit, The)
- Ультрафиолет (2006) (Ultraviolet) (сценарист/режиссёр)
- Короли улиц (2008) (Street Kings)
- Законопослушный гражданин (2009) (Law Abiding Citizen)
- Солт (2010) (Salt)
- Вспомнить всё (2012) (Total Recall)
- На гребне волны (2015) (Point Break)
- Дети кукурузы (2020) (Children of the Corn)
- Заклинание (2020) (Spell)
- Ограбление по-джентльменски (2021) (The Misfits)
- Неудержимые 4 (2023) (Expend4bles)
- Пчеловод (2024) (The Beekeeper)

Режиссёр:
- Этакий крутой ублюдок (1995) (One Tough Bastard)
- Эквилибриум (2002) (Equilibrium)
- Ультрафиолет (2006) (Ultraviolet)
- Дети кукурузы (2020) (Children of the Corn)

Актёр:
- Ультрафиолет (2006) (Ultraviolet … Speak-No-Evil Phage)
- Эквилибриум (2002) (Equilibrium … Rebel Victim)

Продюсер:
- Законопослушный гражданин (2009) (Law Abiding Citizen)
- На гребне волны (2015) (Point Break)